# Amblypodia georgias
Amblypodia georgias är en fjärilsart som beskrevs av Adalbert Seitz 1926. Amblypodia georgias ingår i släktet Amblypodia och familjen juvelvingar. Inga underarter finns listade i Catalogue of Life.